# K-17 attaque à l'aube
Pour les articles homonymes, voir K17.
Pour plus de détails, voir Fiche technique et Distribution.
K-17 attaque à l'aube (titre original : La spia che viene dal mare) est un film d'espionnage italien de Lamberto Benvenuti sorti en 1966.

## Synopsis
L'espion K-17 s'infiltre parmi les ennemis pour déjouer un complot contre un scientifique atomiste qui doit se rendre à Genève pour une conférence…

## Fiche technique
- Titre français : K-17 attaque à l'aube[1]
- Titre original : La spia che viene dal mare
- Réalisation : Lamberto Benvenuti (sous le nom de « John O'Burges »)
- Scénario : Lamberto Benvenuti
- Directeur de la photographie : Angelo Filippini
- Montage : Mario Serandrei
- Musique : Nora Orlandi et Berto Pisano
- Costumes et décors : Elena Ricci Poccetto
- Production : Guido Nardone
- Genre : film d'action, film d'espionnage
- Pays :  Italie
- Durée : 85 minutes (1 h 25)
- Date de sortie : 19 juillet 1967

## Distribution
- John Elliot (VF : Raymond Loyer) : John Prentiss
- Simone Mitchell (VF : Claude Chantal) : Simone
- Allen Collins (VF : René Bériard) : Benites
- Rita Klein (VF : Jeanine Freson) : Laura
- Janine Reynaud (VF : Joëlle Janin) : Mme Lina
- Hector Ribotta (VF : Jean-Paul Coquelin) : Mario
- Mario Siletti (VF : Jean Michaud) : le général
- Cynthia Pace (VF : Monique Thierry) : Cynthia
- Goffredo Unger (VF : Jacques Deschamps) : le chef de la bande
- Gianpiero Littera (VF : Henry Djanik) : Hercule